# كان ماكسيم موتاف
كان ماكسيم موتاف (بالتركية: Can Maxim Mutaf)‏ مواليد 9 يناير 1991 في إسطنبول، تركيا، هو لاعب كرة سلة روسي. بدأ مسيرته الاحترافية في سنة 2006. يلعب مع فريق إيفيس في تركيا. يحمل الرقم 32. يبلغ طوله 6 قدم 4 بوصة (1.9 م). حقق المركز الأول في ألعاب البحر الأبيض المتوسط 2013.

## المسيرة الاحترافية
لعب مع فنربخشة لكرة السلة في الدوري التركي من سنة 2006 إلى 2013، ثم لعب مع طرابزون سبور لكرة السلة في موسم 2013–2014، ثم لعب مع بانفيت لكرة السلة في الدوري التركي من سنة 2014 إلى 2016، ثم لعب مع نادي أنادولو إفيس لكرة السلة في سنة 2016.

## روابط خارجية
- كان ماكسيم موتاف على موقع الاتحاد الدولي لكرة السلة (الإنجليزية)
- كان ماكسيم موتاف على موقع الدوري الأوروبي لكرة السلة (الإنجليزية)
- كان ماكسيم موتاف على موقع كرة السلة الأوروبية.كوم (الإنجليزية)
- كان ماكسيم موتاف على موقع ريلجم (الإنجليزية)
- كان ماكسيم موتاف على موقع بروبوليرز (الإنجليزية)
- كان ماكسيم موتاف على موقع سبورتس رفرنس (الإنجليزية)